# Weldon P. Shofstall
Weldon Perry Shofstall (* 1903 in Leonard, Missouri; † 5. Februar 1994 in Tempe, Arizona) war ein US-amerikanischer Lehrer und Politiker (Republikanische Partei). Er war Mitglied der Sigma Tau Gamma.

## Werdegang
Weldon Perry Shofstall, Sohn von Lionel Martin Shofstall († 1968) und seiner Ehefrau Salome (1887–1964; Geburtsname: Perry), wurde im Leonard (Shelby County) geboren. Sein Vater wurde dort auch geboren. Weldon Perry Shofstall hatte einen Bruder namens Waymond Orlando und eine Schwester namens Naomi Delta (1907–2000). Seine Jugendjahre waren vom Ersten Weltkrieg überschattet.
Ende der 1920er Jahre / Anfang der 1930er Jahre heiratete er Dorothy May Johnson (* 1904). Beide besuchten die Universität in der Nähe von Kirksville, dem Verwaltungssitz vom Adair County (Missouri). Nach dem Erhalt ihrer Abschlüsse heirateten sie. 
Shofstall machte 1932 seinen Ph.D. in Pädagogik an der University of Missouri. Er war Superintendent of Schools in Memphis und Missouri. Die Familie zog zuletzt nach Columbia (Missouri). Dort trat er eine Anstellung als Forschungsleiter und Dean of Administration am Stephens College – ein Posten, welchen er bis 1946 innehatte.
Nach der Volkszählung von 1940 hatte er eine achtjährige Tochter und zwei Pflegekinder im Kindesalter.
Von 1947 bis 1950 arbeitete er als Berater für die Streitkräfte der Vereinigten Staaten in Europa. Während dieser Zeit war er im Rahmen der Aktion „German Youth Activities“ tätig. 1950 zog er mit seiner Familie von Frankfurt am Main (Westdeutschland) nach Phoenix (Arizona).
Er war Dean of Students an der Arizona State University.
Sein Vater starb am 31. Dezember 1968 im Alter von 86 Jahren in Tempe (Maricopa County), als er seinen Sohn während der Weihnachtstage besuchte.
Am 1. August 1969 wurde er zum Superintendent of Public Instruction von Arizona ernannt, um die Vakanz zu füllen, die durch den Tod von Sarah Folsom entstand. Bei den Wahlen im Herbst 1970 wurde er für eine volle vierjährige Amtszeit zum Superintendent of Public Instruction gewählt. Er bekleidete den Posten bis Januar 1975.
Shofstall starb 1994 im Alter von 90 Jahren in Tempe.